# Quatre Jours à Paris
Pour plus de détails, voir Fiche technique et Distribution.
Quatre Jours à Paris est un film français en couleurs réalisé par André Berthomieu, sorti en  1955. Il est inspiré de l'opérette de 1948 : Quatre jours à Paris de Raymond Vincy et Albert Willemetz, et musique de Francis Lopez.

## Synopsis
Mario, coiffeur-vedette pour dames, a pour ami Nicolas et pour maîtresse Gisèle, convoitée par ce dernier. Pour renflouer les finances du salon de coiffure, Nicolas gruge une milliardaire, Mme Alvarez, en lui vendant un pseudo-sérum de rajeunissement inventé par Mario. Ce dernier tombe soudainement amoureux d'une provinciale, Gabrielle, et la poursuit dans le Midi où tout le monde se retrouve pour finir le film en chansons.

## Fiche technique
- Titre : Quatre Jours à Paris
- Réalisation : André Berthomieu
- Scénario, adaptation : Berthomieu et Raymond Vincy
- Dialogue : Raymond Vincy
- Assistants réalisateurs : Raymond Bailly, Georges Casati
- Photo : Marcel Grignon, assisté d'André Domage
- Opérateur : R. Lemoigne, assisté de A. Marquette
- Musique : Francis Lopez
- Chansons : La samba Brésilienne, L'heure de l'amour, Gabrielle, Un petit coup par ci..., Paris Champagne, Fini, fini, fini, Donne-moi ta jeunesse
- Direction musicale J.H Rys, orchestre Fred Gérard (disques Ducretet-Thomson)
- Décors : Raymond Nègre
- Costumes : Mireille Leydet
- Son : Robert Teisseire (Société Magnaphone)
- Maquillage : Anatole Paris, Mimi Chaperon
- Photographe de plateau : Jean Klissak
- Montage : Gilbert Natot, assisté de Marie-Josèphe Yoyotte
- Script-girl : Andrée François
- Régisseur : Tonio Sune
- Tournage du 20 juin au 30 juillet 1955, dans les studios de Boulogne et Franstudio
- Tirage : Laboratoire G.T.C
- Enregistrement : Western Electric
- Production : Eugène Lépicier et Francis Lopez
- Sociétés de production : Lyrica, Mars, Filmel
- Directeur de production : Robert Vignon
- Distribution : Sirius
- Pellicule 35 mm, couleur par Eastmancolor
- Durée : 96 minutes
- Date de sortie : 28 octobre 1955
- Visa d'exploitation : 16929

## Distribution
- Luis Mariano : (Mario, le coiffeur pour dame de l'institut)
- Roger Nicolas : (Nicolas, un collaborateur de l'institut, ami de Mario)
- Jane Sourza : (Rita Alvarez, la riche sud-américaine)
- Geneviève Kervine : (Gabrielle Montaron, la provinciale)
- Gisèle Robert : (Gisèle, la danseuse)
- Andrex : (Le brigadier de gendarmerie)
- Fernand Sardou : (M. Montaron le père de Gabrielle)
- Jackie Rollin/Sardou : (Zénaïde, la serveuse du restaurant)
- Gaston Orbal : (M. Hyacinthe, le directeur de l'institut)
- Arthur Allan : (M. Bolivar Alvarez, le riche sud-américain)
- Darry Cowl : (Félicien Dieudonné, professeur en aviculture)
- Nina Myral : (L'habilleuse de Gisèle)
- Charles Bouillaud : (Le portier de l'institut)
- Nicolas Amato : (Le maire du village)
- Luc Andrieux : (Le gendarme Marmejol)
- Michel Sardou : (Un gamin)
- Francis Boyer
- Roger Dalphin
- Louis Villor
- Claudine Collas

## Autour du film
- Roger Nicolas était un acteur et comique des années 1950 qui racontait ses blagues à la radio ou sur scène en commençant par « Écoute, écoute ! ».
- Jane Sourza était une des rares femmes à cette époque à aborder le comique : elle animait avec Raymond Souplex une émission radiophonique très populaire, Sur le banc, mettant en scène deux clochards (on ne disait alors pas SDF) aux commentaires souvent pertinents sur la société.
- André Berthomieu était gracieusement surnommé par les critiques cinématographiques « Berthopire »...